# FK 바치카 바치카팔란카
FK 바치카 바치카팔란카(세르비아어: Фудбалски клуб Бачка Бачка Паланка / Fudbalski klub Bačka Bačka Palanka)는 바치카팔란카를 연고로 하는 세르비아의 축구 클럽이다. 현재는 세르비아 수페르리가에 참가하고 있다.